# Wang Meng (krater)
Wang Meng är en nedslagskrater på planeten Merkurius, med en diameter på ungefär 165 kilometer.
1976 uppkallades kratern efter den kinesiska målaren Wang Meng.